# Saint-Vit
Saint-Vit è un comune francese di 4 723 abitanti situato nel dipartimento del Doubs nella regione della Borgogna-Franca Contea.

## Società

### Evoluzione demografica
Abitanti censiti